# Morland (fictieve natie)
Morland is een fictieve natie in de veertiendelige fantasyreeks Het Rad des Tijds geschreven door Robert Jordan.

De vlag van Morland

Morland wordt in het noorden begrensd door Andor, in het noordwesten door Geldan, in het westen en zuidwesten door Amadicia en in het zuiden en oosten door Altara.
De hoofdstad van Morland is Lugard.
Morland wordt op kaarten en in boeken aangegeven als een natie, maar eigenlijk is Morland meer een verzameling stadstaten en losse edelen met stukken grond.
Een Morlander noemt zich dan ook eerder Lugarder - naar de 'hoofdstad' Lugard - dan een Morlander.
Morland was eens net als Altara en Geldan een rijke 'natie' maar sinds Valse Draak Logain is opgestaan, worden Morland, Geldan en Altara verscheurd door burgertwisten tussen volgelingen van de echte Herrezen Draak Rhand Altor en aanhangers van de Duistere of het wettelijk gezag voor zover dat aanwezig is.
In Morland vindt ook de belangrijke ontmoeting tussen de Witte Toren ontvluchte Aes Sedai plaats, gevlucht sinds Elaida a'Roihan Siuan Sanche afzette en zelf de Amyrlin Zetel werd.
Onder andere Min, Leane en Siuan Sanche sluiten zich bij die orde aan.
Aiel-woestijn · Altara · Amadicia · Andor · Arad Doman · Arafel · Cairhien · Eilanden van het Zeevolk · Falme · Geldan · Illian · Kandor · Land van de Waanzinnigen · Malkier · Mayene · Morland · Saldea · Seanchan · Shara · Shienar · Tarabon · Tar Valon · Tyr · de Verwording